# 巴布倫加斯河
巴布倫加斯河是立陶宛的河流，屬於米尼亞河的右支流，河道全長59公里，流域面積270平方公里，發源自普拉特利艾湖，河道上建有水力發電站。